# قلعه خانی
قلعه خانی مربوط به دوره قاجار است و در داخل محدوده شهری مسجد سلیمان، محله چهاربیشه، خیابان آیت الله غفاری واقع شده و این اثر در تاریخ ۲۶ اسفند ۱۳۸۷ با شمارهٔ ثبت ۲۵۹۷۰ به‌عنوان یکی از آثار ملی ایران به ثبت رسیده است.